# Ruska vaterpolska prvenstva
Prvenstva Rusije u vaterpolu se održavaju od sezone 1992./93., naslijedivši tako prvenstvo Sovjetskog Saveza. 

Natjecanje organizira Ruska vaterpolska federacija(rus. Федерация водного поло России). 

## Sudionici
Sudionici u sezoni 2015./16.
- Dinamo - Astrahan
- Šturm-2002 - Čehov / Ruza
- Sintez - Kazanj
- Sintez-Akademija - Kazanj
- KINEF - Kiriši
- CSP-Krylatskoe - Moskva
- Dinamo - Moskva
- Molodežnaja - Moskva
- Molodežnaja - Sankt Peterburg
- VMO - Sankt Peterburg
- Spartak - Volgograd
- Spartak-2 - Volgograd
- RCOP - Minsk

## Prvaci i doprvaci
| sezona    | prvak                         | doprvak                       |
| --------- | ----------------------------- | ----------------------------- |
| 1992./93. | CSK VMF Moskva                | Moskvič ALZK (Moskva)         |
| 1993./94. | Dinamo-Olimpijskij Moskva     | CSK VMF Moskva                |
| 1994./95. | Dinamo-Olimpijskij Moskva     | LUKOIL-Spartak Volgograd      |
| 1995./96. | Dinamo-Olimpijskij Moskva     | LUKOIL-Spartak Volgograd      |
| 1996./97. | LUKOIL-Spartak Volgograd      | Dinamo-Olimpijskij Moskva     |
| 1997./98. | Dinamo-Olimpijskij Moskva     | LUKOIL-Spartak Volgograd      |
| 1998./99. | LUKOIL-Spartak Volgograd      | CSK VMF Moskva                |
| 1999./00. | Dinamo-Olimpijskij Moskva     | LUKOIL-Spartak Volgograd      |
| 2000./01. | Dinamo-Olimpijskij Moskva     | LUKOIL-Spartak Volgograd      |
| 2001./01. | Dinamo-Olimpijskij Moskva     | LUKOIL-Spartak Volgograd      |
| 2002./03. | LUKOIL-Spartak Volgograd      | Šturm-2002 Čehov              |
| 2003./04. | LUKOIL-Spartak Volgograd      | Šturm-2002 Čehov              |
| 2004./05. | Šturm-2002 Čehov              | LUKOIL-Spartak Volgograd      |
| 2005./06. | Šturm-2002 Čehov              | Sintez Kazanj                 |
| 2006./07. | Sintez Kazanj                 | Šturm-2002 Čehov              |
| 2007./08. | Šturm-2002 Čehov              | Sintez Kazanj                 |
| 2008./09. | Šturm-2002 Moskovskaja Oblast | Spartak Volgograd             |
| 2009./10. | Spartak Volgograd             | Sintez Kazanj                 |
| 2010./11. | Spartak Volgograd             | Šturm-2002 Moskovskaja Oblast |
| 2011./12. | Spartak Volgograd             | Sintez Kazanj                 |
| 2012./13. | Spartak Volgograd             | Sintez Kazanj                 |
| 2013./14. | Spartak Volgograd             | Sintez Kazanj                 |
| 2014./15. | Spartak Volgograd             | Dinamo Moskva                 |
| 2015./16. | Spartak Volgograd             | Sintez Kazanj                 |
| 2016./17. |                               |                               |

### Vječna ljestvica
| klub                      | prvak | doprvak |
| ------------------------- | ----- | ------- |
| Spartak Volgograd         | 11    | 8       |
| Dinamo Moskva             | 7     | 2       |
| Šturm-2002 (Čehov / Ruza) | 4     | 4       |
| Sintez Kazanj             | 1     | 7       |
| CSK VMF Moskva            | 1     | 2       |
| Moskvič ALZK (Moskva)     | 0     | 1       |

## Poveznice
- (rus.) (engl.) službene stranice  Arhivirana inačica izvorne stranice od 27. svibnja 2019. (Wayback Machine)
- Kup Rusije u vaterpolu